# パシフィックグレーンセンター
パシフィックグレーンセンター株式会社は、丸紅グループの倉庫会社。西日本地区に3か所の拠点を有し、サイロ等で主に穀類を取り扱う。年間取扱量は350万トンで、日本の穀物輸入量の約12%に相当する。

## 拠点
- 西日本支店（岡山県倉敷市）

水島港に位置する。1968年10月に第一期工事が竣工し、第六期まで増設が行われた。サイロの収容能力は109基で計101,100トン。取扱品目はトウモロコシ・ダイズ・菜種・小麦などで、日清オイリオグループ、西日本飼料、JA西日本くみあい飼料、中部飼料にはベルトコンベアで搬入するほか、四国などには内航船やトラックで輸送される。
- 八代支店（熊本県八代市）

八代港に位置する。1995年1月に第一期サイロが竣工し、1997年4月に第二期、2007年12月に第三期の増設が行われている。サイロ収容能力は53基で計63,740トン。取扱品目は飼料原料などで、八代飼料、熊本くみあい飼料、西田精麦、九州昭和産業などに供給する。
- 南日本支店（鹿児島県鹿児島市）

鹿児島港に位置する。1972年11月に第一期工事が竣工し、1985年にかけて第七期まで増設が行われた。収容能力はサイロ211基計238,259トン、糖蜜タンク4基・計5,600トン、動物油タンク2基・計500トン、植物油タンク4基・計400トン、平屋倉庫5,905m2。隣接する日清丸紅飼料、南日本くみあい飼料、日和産業、全国酪農飼料、日本澱粉工業、錦江湾飼料、竹之内穀類産業にはベルトコンベアで搬入する。

## 沿革
- 1967年 - 丸紅、日本興油（現・日清オイリオグループ）、全国購買農業協同組合連合会（現全国農業協同組合連合会）の共同出資で、「西日本グレーンセンター」を設立。
- 1971年 - 丸紅、全農、日本通運などの共同出資で「南日本グレーンセンター」を設立。
- 1997年 - 「西日本グレーンセンター」と「南日本グレーンセンター」を合併し、「パシフィックグレーンセンター」を設立[8]。